# Raymond Badin
Pour les articles homonymes, voir Badin.
Raymond Badin, né le 19 mars 1928 à Mâcon et mort le 1er mars 2000 à Lyon, est un gymnaste artistique français.

## Biographie
Il remporte aux Championnats du monde de gymnastique artistique 1950 à Bâle la médaille de bronze en concours général par équipes.
Aux Jeux olympiques d'été de 1952 à Londres, il est douzième du concours général par équipes.